# Álvaro Granados Temes
Álvaro Granados Temes (Madrid, 14 de noviembre de 1964-Roma, 24 de enero de 2025) fue un sacerdote católico, profesor universitario y teólogo español afincado en Italia. Profesor de Teología en la Pontificia Universidad de la Santa Cruz PUSC (Roma). Enfermo de esclerósis lateral amiotrófica (ELA), fue un referente para los enfermos, evangelizando a través de las redes sociales,y recordando la dignidad de toda persona humana.

## Biografía
Nació en Madrid (1964). Durante su juventud se trasladó a Santa Cruz de Tenerife, donde se licenció en Derecho en la Universidad de La Laguna (1988). Completó su formación universitaria en Roma, con una licenciatura en Teología y un doctorado en Filosofía, especialidad en Antropología filosófica (1996), ambas en la Pontificia Universidad de la Santa Cruz. Tras su ordenación sacerdotal (1994), se encardinó en la Prelatura del Opus Dei, y desarrolló su labor pastoral como formador en el Colegio Eclesiástico Internacional Sedes Sapientiae (1995-2006), y como Rector del Colegio Sacerdotal Tiberino. Realizó el doctorado en Teología Pastoral en el Instituto Pastoral Redemptor Hominis de la Pontificia Universidad Lateranense (2009).
Desarrolló su labor docente en la Pontificia Universidad de la Santa Cruz como profesor de Teología Pastoral, Teología Sacramentaria y, durante algunos años, secretario del Instituto Superior de Ciencias Religiosas del Apollinare.
En 2018 fue diagnosticado de ELA. Desde entonces desarrolló su labor pastoral en la parroquia de San Josemaría Escrivá, en el barrio romano del Ardeatino, donde se convirtió en un referente para los enfermos. Prácticamente inmovilizado, pudiendo mover solo la cabeza, Álvaro comenzó en 2024 a ofrecer sus reflexiones a través de un canal en YouTube: "El Evangelio para los enfermos",con el objetivo de comentar fragmentos del evangelio a personas enfermas.
Fue miembro de la Asociación Italiana de Esclerosis Lateral Amiotrófica.
Falleció en Roma, el 24 de enero de 2025, tras siete años de enfermedad.

## Publicaciones
- La casa costruita sulla sabbia. Manuale di Teologia Pastorale, Roma, EDUSC, 2022. 392 pp., ISBN: 979-12-5482-022-3.[9]
- Los escenarios de la nueva evangelización, [Editado por Álvaro Granados], Madrid, Ediciones Rialp, 2013, 200 pp.[10]
- Identità e metodo della teologia pastorale, 2009. Traducido al castellano: Identidad y método de la Teología pastoral. Ocho protagonistas del debate contemporáneo, 2010.[11]
- Persona y experiencia religiosa en Romano Guardini, 1997, 258 pp.